# 黒羽桂子
黒羽 桂子（くろは けいこ、1982年7月13日 - ）は、日本の元女子バレーボール選手。

## 来歴
茨城県常陸太田市出身。実姉の影響でバレーボールを始めた。
1999年、第30回春高バレーにおいて準優勝に大きく貢献し、東北福祉大学に進学。大学卒業後は、2005年にVプレミアリーグ（当時）の日立佐和リヴァーレに入団し、2007年から2年間主将を務めた。
2009年5月日立佐和を退団し、同年7月デンソーエアリービーズに移籍、2010年9月に現役引退し、デンソーエアリービーズのマネージャーに就任した。
2012年5月末をもって退部。

## 人物
- ニックネーム「トワ」は高校当時の監督の名（戸澤勉）に因んでいる。戸澤はその後デンソーエアリービーズにコーチとして入団したため[2]、黒羽は同じチームのスタッフとして働くことになった。

## 所属チーム
- 誉田小
- 太田中
- 大成女子高等学校
- 東北福祉大学
- 日立佐和リヴァーレ（2005-2009年）
- デンソーエアリービーズ（2009-2010年）